# فرمانت (کارولینای شمالی)
فرمانت (به انگلیسی: Fairmont) شهری در ایالت کارولینای شمالی کشور ایالات متحده آمریکا است که جمعیت آن در سرشماری سال ۲۰۱۰ میلادی، ۲٬۶۶۳ نفر بوده‌است.